# Мечеть Сабанджи
Центральная мечеть Сабанджи или Сабанджы-Меркез (тур. Sabancı Merkez Camii) — мечеть, расположенная в турецком городе Адане, на берегу реки Сейхан. Является крупнейшей мечетью Турции. Превосходит мечеть Султана Ахмета в Стамбуле как по вместимости, так и по высоте минаретов. Несмотря на внушительные размеры, выстроена менее чем за год.

## История строительства
На месте мечети располагалось обширное древнее армянское кладбище, конфискованное, а затем уничтоженное властями Турции после геноцида армян
В 1998 году Адана пострадала от сильнейшего землетрясения, унёсшего жизни многих людей и причинившего огромный урон городу. Для поддержания жителей разрушенной Аданы религиозный фонд Турции, а также фонд Сабанджи, основанный турецким миллиардером Сакыпом Сабанджи, выделили средства на создание мечети на месте бывшего армянского кладбища. Постройка была завершена в том же 1998 году. Таким образом, мечеть стала своеобразным символом возрождения города.

## Описание, архитектура
Сабанчи расположена на пересечении основных магистралей и автомобильных дорог Аданы таким образом, что высокие минареты видно практически из любой точки города. Оформлена достопримечательность в классическом стиле мечетей Османской империи. Снаружи она похожа на мечеть Султана Ахмета в Стамбуле, а внутренняя отделка схожа с мечетью Селимие в Эдирне. Закрытая площадь составляет 6600 квадратных метров, площадь прилегающей территории равна 52 600 квадратным метрам. Мечеть рассчитана на 28 500 человек, четыре из шести минаретов возвышается на 99 метров от земли, а два других — на 75. Высота главного купола достигает 54 метров, а его диаметр — 32 метра. 
Минареты сооружены из железобетона, полученного путём смешения белого цемента и щебня цвета слоновой кости. Автором каллиграфических работ является каллиграф Хусейн Кутлу. Все покрасочные работы, а также модели плитки принадлежат архитектору Накасу М. Семиху. Деревянные двери сделаны в стиле Кундекари, цветное стекло создано Абдулкадиром Аудином, а мукарнасы — Али Тураном. Вход в мечеть сделан из мрамора. В работе над внутренним и наружным освещением, а также звуковой системой принимала участие компания Philips. Кроме того, мечеть оборудована радиосистемой, способной транслировать проповеди в более чем 275 мечетях, расположенных в радиусе 60 км.
Сооружение расположено на берегу реки Сейхан, где разбит огромный парк со множеством зелёных посадок и фонтанов. С западной стороны мечети имеется большая публичная библиотека.